# Bromus nepalensis
Bromus nepalensis là một loài thực vật có hoa trong họ Hòa thảo. Loài này được Melderis mô tả khoa học đầu tiên năm 1978.